# Rino Da Positano
Rino Da Positano, pseudonimo di Gennaro Torchia (Napoli, 13 giugno 1914 – Napoli, 16 luglio 1964), è stato un cantante, compositore e paroliere italiano.

## Biografia
Figlio di un professore universitario, dopo aver imparato a suonare la chitarra inizia ad esibirsi nella seconda metà degli anni '30 nei locali della sua città e della Campania.
Nel dopoguerra, adottato il nome d'arte, diventa anche paroliere e compositore (firmando un contratto con le edizioni musicali Bideri) e organizzatore di spettacoli, collaborando con Ettore De Mura; incide inoltre numerosi dischi a 78 giri per l'etichetta Music.
Si dedica anche alla composizione di colonne sonore, scrivendo tra le altre quella per Un marito per Anna Zaccheo di Giuseppe De Santis nel 1953.
Organizza la prima trasmissione televisiva su Napoli trasmessa dalla Rai, Il Vesuvio fuma ancora (in cinque puntate), con la regia di Piero Turchetti, dall'11 gennaio al 23 marzo 1955; due anni dopo ottiene il suo maggior successo come autore con Si' comm'a n'ombra, su musica di Alfredo Giannini, che Miranda Martino presenta al Festival di Napoli 1957.
Altri suoi successi come paroliere sono Picceré picceré, su musica di Toni Iglio e Mario Festa, incisa da Nino Taranto, Ma è proprio 'o vero? e T'amerò, incise dai Campanino e Stranamente e Incandescente, su musica di Guglielmo Chianese (vero nome di Sergio Bruni), e incise dallo stesso Sergio Bruni.
In alcune incisioni si fa accompagnare dal gruppo dei Convers.

## Discografia

### EP
- 1957 – Rino Da Positano e la sua chitarra vol. 1 (Music, EPM 10019)
- 1957 – Rino Da Positano e la sua chitarra vol. 2 (Music, EPM 10020)
- 1958 – Rino Da Positano con i Convers (Jolly, EPJ 1018)

### Singoli
- 1958 – Pienzece buono/Tammurriata palazzola (Jolly, J 20015)